# Sanluri
Sanluri é uma comuna italiana da região da Sardenha, na província de Sardenha do Sul, com cerca de 8.451 habitantes. Estende-se por uma área de 84 km², tendo uma densidade populacional de 101 hab/km². Faz fronteira com Furtei, Lunamatrona, Samassi, San Gavino Monreale, Sardara, Serramanna, Serrenti, Villacidro, Villamar, Villanovaforru.

## Demografia
| Variação demográfica do município entre 1861 e 2011                               |
|                                                                                   |
| Fonte: Istituto Nazionale di Statistica (ISTAT) - Elaboração gráfica da Wikipedia |